# Vincent van Leeuwen
Vincentius Maria van Leeuwen (* 26. Juli 1963 in Bodegraven/Niederlande) ist ein niederländischer bildender Künstler. 

## Studien- und Werdegang
Leeuwen studierte von 1981 bis 1984 an der M.S.P.O. de Lok, Leiden mit der Studienrichtung Kulturelles Jugendwerk. 
Von 1988 bis 1991 war er in verschiedenen Abteilungen der Royal Academy of Art, Den Haag. Selbständiger Bildender Glaskünstler war er von 1994 bis 2014 im Atelier van Leeuwen, Bodegraven, Niederlande. Nach Leer zog er 2007. 2015 gründete er eine Glasaufglaskunst, Leer Deutschland, seit dem 1. Juli ist er als Bildender Glaskünstler tätig 
Zu seinen größten Arbeiten zählt ein beleuchteter, gläserner Kerstboom mit insgesamt 10 Metern Höhe. Das Kunstwerk fand im Jahr 2006 in Kongsberg / Dänemark seinen Platz.
Anlässlich des 75. Geburtstages der Königin Beatrix Ankauf einer gläsernen Silhouette durch Geschiedkundige Vereniging van Oranje -Nassau, gefertigt von V. van Leeuwen, ausgestellt im Palast het Loo, Appeldoorn (NL).

## Permanente Ausstellungen
- Eigener Showroom te Bodegraven (NL).
- Eigenes Kunstzentrum Coldam, Deutschland
- Galerie for Art and Therapy, Groningen (NL)

- Kunstuitleen West-Friesland, Hoorn (NL)
- De Kunstetages, Panningen (NL)
- Galerie Het Klaphek, Randwijk (NL)
- Keramische Vormgeving Loes Koster, Muntendam (NL)
- Het Oude Raadhuis, Aalsmeer (NL)

## Mitglied
- www.kunstplatform.biz
- www.kunstaanderandvannederland.nl
- www.atelierroute.de
- www.boknet.nl (Organisation von Berufskünstlern)

## Auftragsarbeiten (Auswahl)
- Innovatieprijs Kamer van Koophandel Rijnland
- Object Heinekenbrauereien
- Glaswand Stiltecentrum Psychiatrisch ziekenhuis Kloetinge
- Object SWA, Alphen a/d Rijn
- Wandobject Schipper, Rotterdam
- Grafmonumenten
- Prijzen o.a. voor Kunst- en tuinbeurs “Fleurig ‘97”
- Beeldmerken, vignetten en relatiegeschenken in glas.
- Projecten op scholen met of over kunst
- Object Stadskantoor, Alphen a/d Rijn
- Gläserner Kerstboom für Kongsberg Norwegen
- Bild von Beatrix, angekauft durch Geschiedkundige Vereniging van Oranje -Nassau